# لورا أبو أسعد
لورا أبو أسعد (ولدت 5 مارس 1976 -)، ممثلة سورية من أصول فلسطينية، بدأت مهنتها بعمل صوتي في مغامرات سلفستر وتويتي عام 1995، وفي بداية الألفية ظهرت في العديد من الأدوار التلفزيونية الصغيرة مثل البواسل والظل والنور. إلى جانب عملها في الدراما السورية اتجهت لورا إلى دبلجة المسلسلات التركية والمكسيكية.

## السيرة
ولدت ونشأت في مدينة حمص وهي شقيقة الممثلة ميسون أبو أسعد، درست اللغة الإنجليزية بكلية الأداب. ظهرت بدور متكرر في المسلسل الدرامي بيت العز بجانب عباس النوري ونبيلة النابلسي في 2003، حيث قدمت دور يسرى ابنة بيت العز التي تعيش في أسرة محافظة لها قيمها وأخلاقها، تواجه مشاعر الحب عندما يأتي ابن عمها من الأرجنتين، وتعيش في حالة نفسية صعبة، بين الحب وبين موقف شقيقها الذي يهدد بقتل ابن عمه إذا تم الزواج.
كان عام 2005 عاماً كبيراً للورا، حيث ظهرت في عدة مسلسلات سورية. بداية في مسلسل أنا وأربع بنات، حيث أدت دور البنت الكبرى ليلى وهي فتاة قوية جداً تكافح وتشتغل ومتزوجة من رجل (نضال سيجري) شخصيته ضعيفة جداً. ثم صورت عربيات وهو لوحات دراما منفصلة ناقدة اجتماعية، من إخراج شادي علي وإنتاج شركة المحيط. وفي نفس السنة، شاركت بحوالي سبع حلقات بمجموعة أدوار مختلفة في مسلسل أمهاتنا. وهو عمل يتحدث عن الأمهات ويعتمد المخرج فيه أسلوب الفيلم التلفزيوني حيث يتألف العمل من 30 فيلما وكل فيلم مدته 45 دقيقة، ومن تأليف مجموعة من الكتاب وإخراج سمير حسين.
كذلك صورت دوراً صغيراً في مسلسل رجال ونساء مع المخرج فهد ميري وهو دور فتاة تبحث عن عريس، وعندما تجده تتزوجه وتفر معه عن أهلها. ولم تقتصر أعمالها على التلفاز فقط، حيث صورت دور في فيلم بعنوان وراء الوجوه للمخرج أيهم عرسان، وهو فيلم صامت مدته ربع ساعة، شارك في مهرجان دمشق السينمائي ومن بطولة ست شخصيات نسائية.
شاركت ببطولة مسلسل الملاك الثائر الذي عرضته MBC دراما في 2013. ثم ظهرت بجانب باسم ياخور وفايز قزق في المسلسل السوري الكوميدي نيران صديقة الذي أخرجه أسامة الحمد. ولعبت في المسلسل دور «سلوى» التي كانت تعمل فنانة، ثم اعتزلت الفن وعادت إلى قريتها، وهناك تصبح محط أنظار كل رجال القرية الذي يطمعون بالتقرب منها والتودد إليها، بينما يعاني ابنها المراهق من ذلك إلى درجة تدفعه فيما بعد للتشدد والتطرف. وأتى المسلسل في قالب كوميدي ينتقد أمراض المجتمع وطريقة التفكير الرجعية. جدير بالذكر أن هناك مسلسل مصري يحمل نفس الاسم نيران صديقة، من بطولة منة شلبى ورانيا يوسف وإخراج خالد مرعى.
وفي نفس الوقت، تابعت لورا من مكان إقامتها في بيروت الإشراف على أعمال الدوبلاج في شركتها «فردوس للإنتاج الفني»، حيث تقوم بعمل دوبلاج للعديد من الأعمال التركية والمكسيكية.

## أعمالها

### تلفاز
| السنة | العنوان                | الدور           |
| ----- | ---------------------- | --------------- |
| 1999  | أزهار الشتاء           |                 |
| 1999  | بقايا صور              | جمال            |
| 2000  | البواسل                | كريستينا        |
| 2000  | الظل والنور            |                 |
| 2001  | حمام القيشاني (ج4)     | سهى الطباع      |
| 2001  | مقامات بديع الزمان     |                 |
| 2001  | المسلوب                |                 |
| 2001  | سحر الشرق              |                 |
| 2001  | تمر حنة                | مريم الفلسطينية |
| 2002  | ورود في تربة مالحة     | ديما            |
| 2002  | أبو الطيب المتنبي      | زوجة المتنبي    |
| 2002  | زمان الوصل             | كولومبا         |
| 2002  | السفينة                |                 |
| 2003  | الياسمين والاسمنت      |                 |
| 2003  | بيت العز               |                 |
| 2003  | حمام القيشاني (ج5)     | سهى الطباع      |
| 2003  | أنشودة المطر           |                 |
| 2003  | النورس                 |                 |
| 2003  | يوم آخر                | رشا             |
| 2004  | أبو زيد الهلالي        | شيحا            |
| 2004  | حكاية خريف             |                 |
| 2004  | مرزوق على جميع الجبهات |                 |
| 2005  | أنا وأربع بنات         | ليلى            |
| 2005  | عربيات                 |                 |
| 2006  | الوزير وسعادة حرمه     |                 |
| 2006  | مرايا 2006             |                 |
| 2006  | أسياد المال            |                 |
| 2006  | أهل الغرام             |                 |
| 2006  | جمرة غضى               | عبير            |
| 2008  | يوم ممطر آخر           | بديعة           |
| 2008  | ليس سرابا              | سماح            |
| 2008  | زهرة النرجس            | أمينة           |
| 2008  | الباشا                 |                 |
| 2008  | الحوت                  | سلمى            |
| 2009  | ابن الأرندلي           | ليلى            |
| 2009  | على قيد الحياة         | سوزان           |
| 2013  | الملاك الثائر          |                 |

وقامت بالأداء الصوتي لشخصية السيدة ملغن وكوزيت من دروب ريمي ودور كلارا من بنات الميتم من دبلجة مركز الزهرة.

## روابط خارجية
- لورا أبو أسعد على موقع قاعدة بيانات الأفلام العربية